# Eurocopa de fútbol sala de 2003
El Campeonato Europeo de Fútbol Sala de la UEFA de 2003 tuvo lugar entre el 17 y el 24 de febrero en Italia. Fue la cuarta edición de este campeonato europeo.
Italia consiguió su primera corona continental tras vencer en la final a Ucrania.

## Equipos participantes
Fue la cuarta edición de este campeonato europeo regulado de los equipos nacionales de fútbol sala.
29 equipos miembros de la UEFA se inscribieron para participar en el torneo. De ellos, 8 se clasificaron para participar en la Fase Final. 
En la Ronda de Clasificación los 28 equipos se distribuyeron en 7 grupos de 4 equipos y de ellos los vencedores de cada grupo pasaron a jugar la Fase Final. Fue entre el 5 y el 23 de noviembre de 2002.
La selección de Italia como representante del país anfitrión quedó clasificada directamente para la Fase Final.
Finalmente, los países participantes serán:
| Italia | España | Bélgica | Eslovenia | Portugal | República Checa | Rusia | Ucrania |
| ------ | ------ | ------- | --------- | -------- | --------------- | ----- | ------- |

## Resultados

### Primera Ronda
(17 de febrero - 20 de febrero)